# Franziskanerkloster Würzburg
Das Franziskanerkloster Würzburg ist ein Kloster der Franziskaner-Minoriten (Ordo Fratrum Minorum Conventualium) in Würzburg in der Diözese Würzburg.

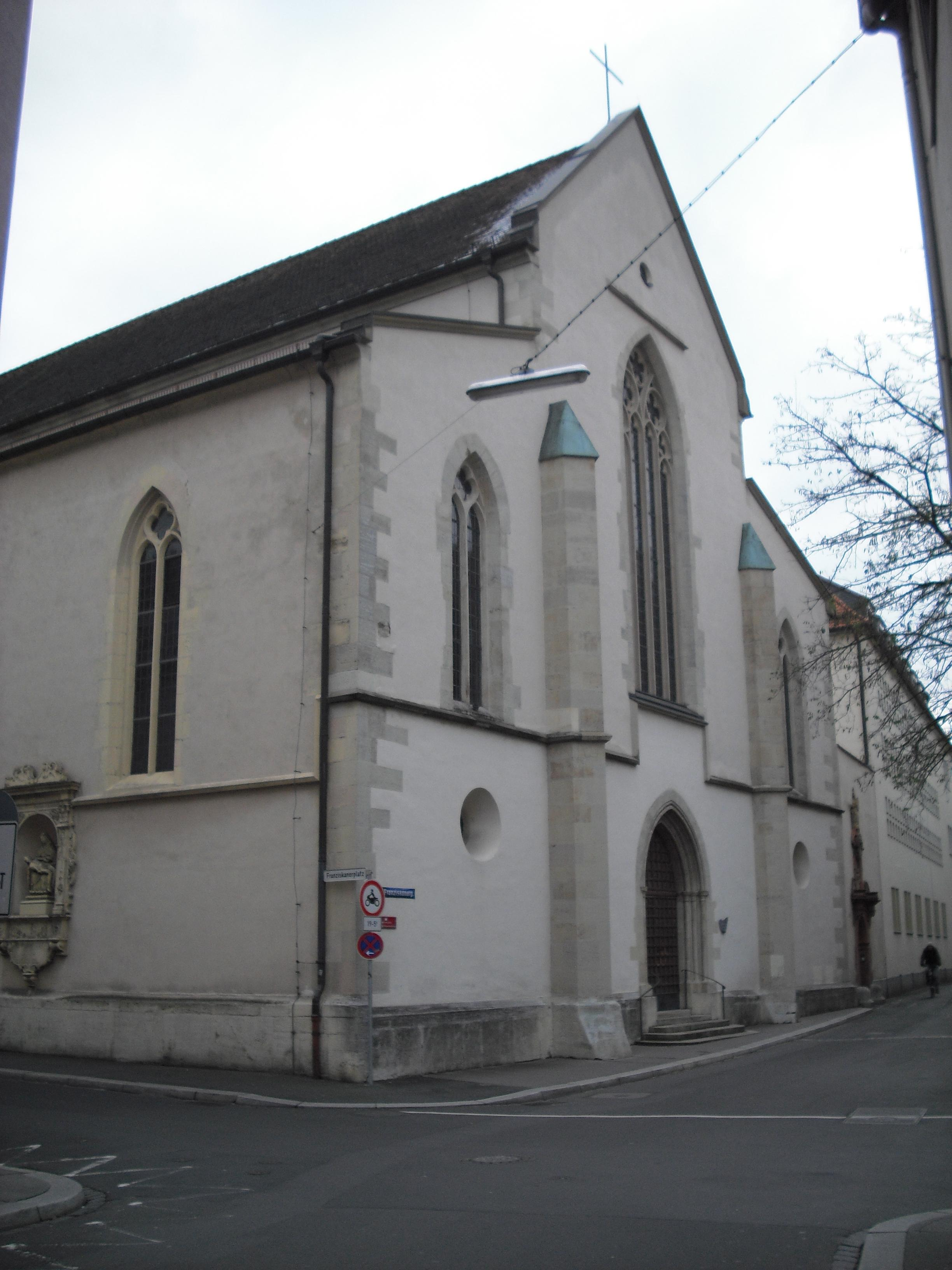
Die Klosterkirche

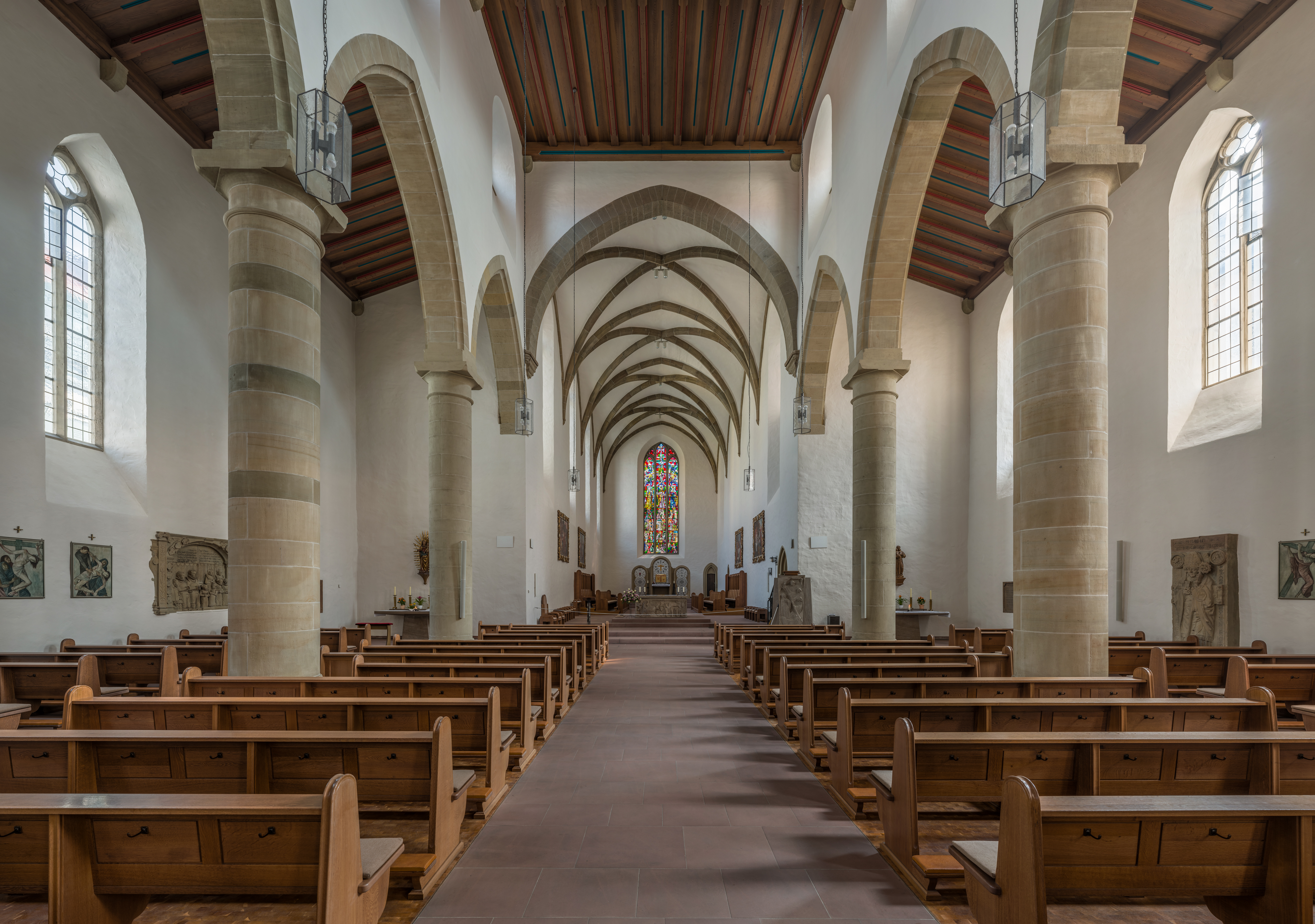
Im Innern der Kirche

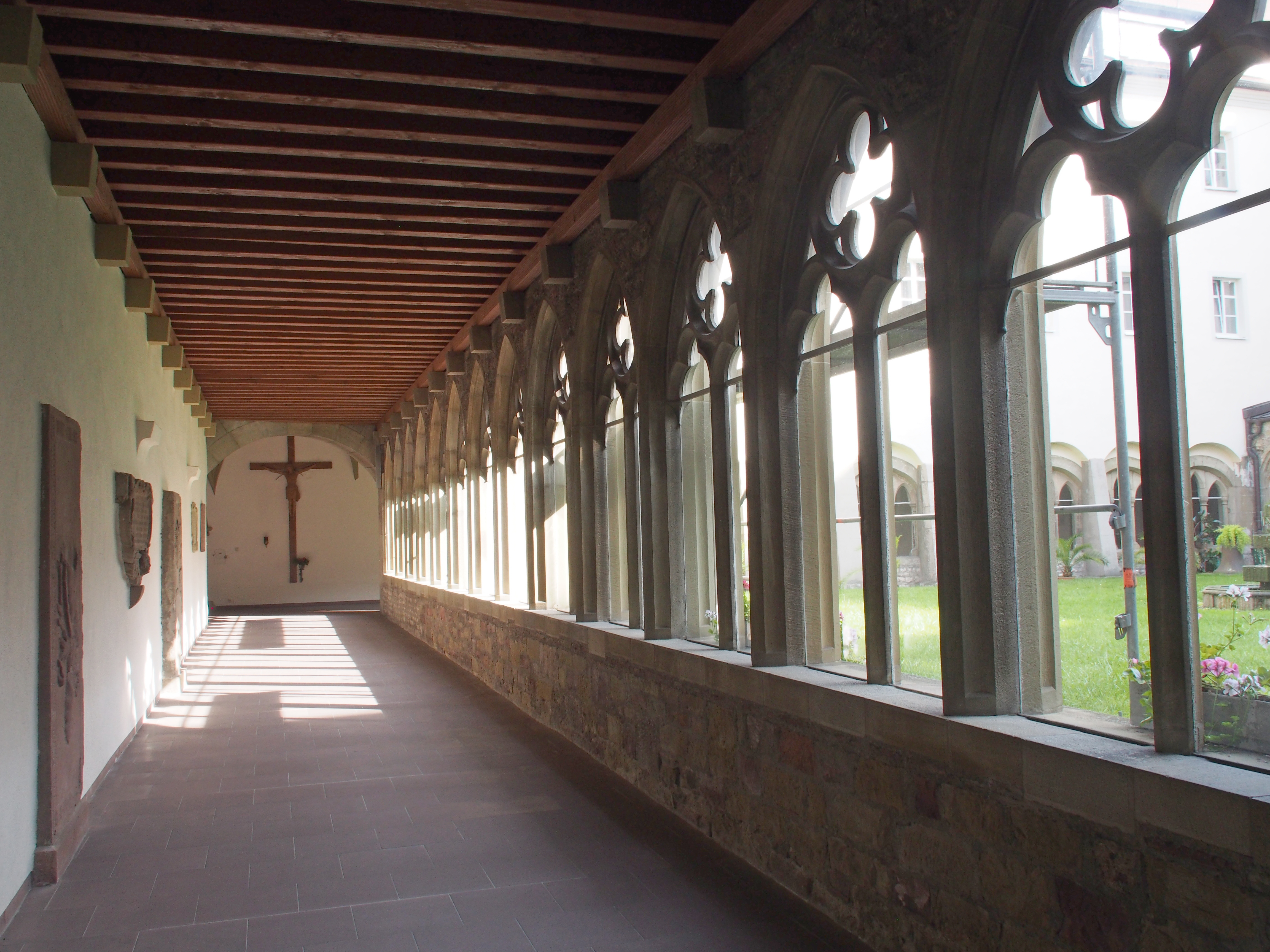
Gotischer Kreuzgang des Franziskanerklosters, erbaut im 13. und 14. Jahrhundert

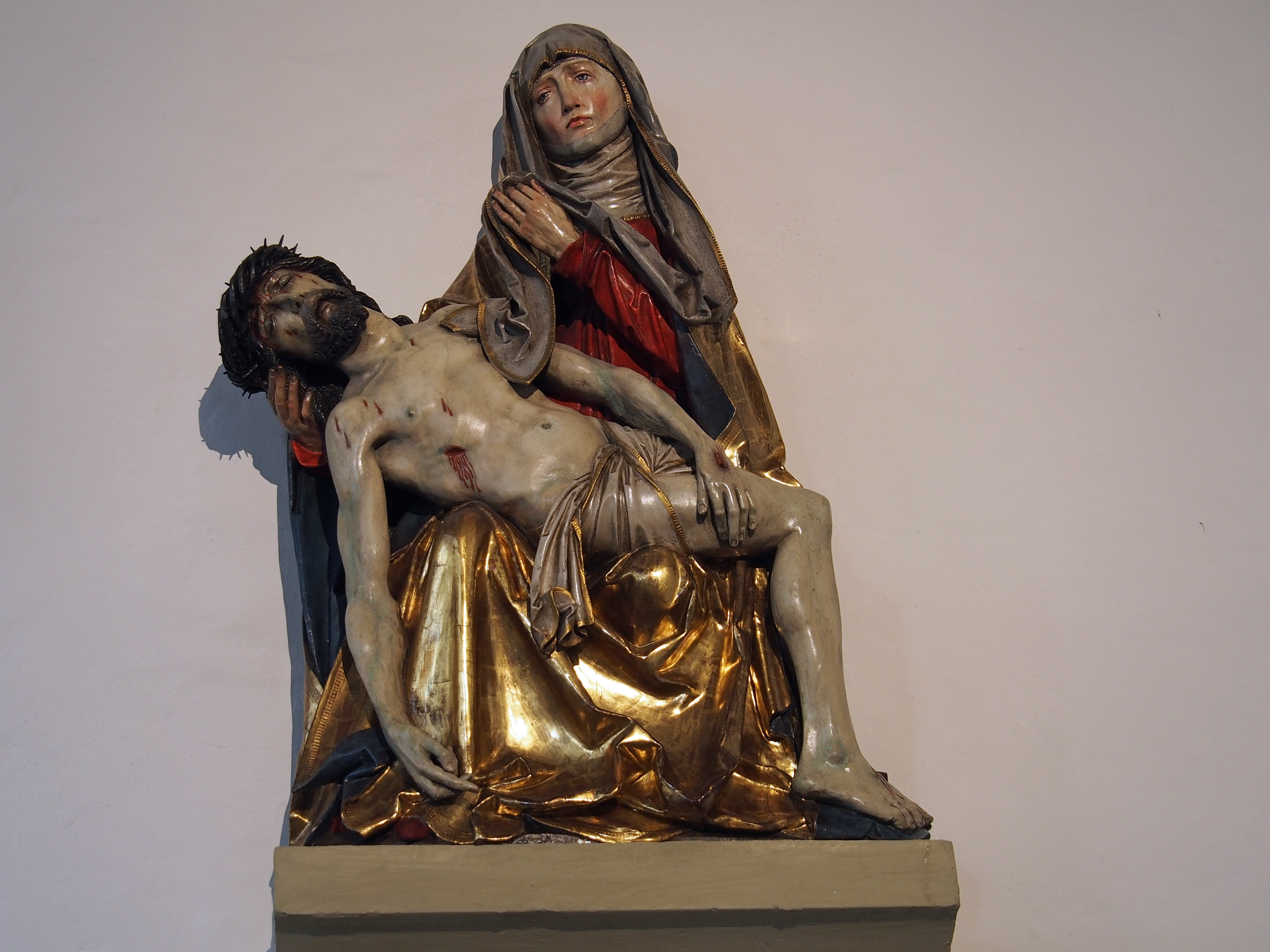
Pietà aus der Riemenschneider-Werkstatt

## Geschichte
Das der Kreuzauffindung geweihte Kloster wurde 1221 durch Cäsar von Speyer mit Unterstützung durch Otto I. von Lobdeburg, Fürstbischof von Würzburg gegründet und war mit Augsburg, Regensburg und Straßburg eines der ersten Klöster des 1209 gegründeten Franziskanerordens nördlich der Alpen. Es gehörte zur anfangs einzigen deutschen Ordensprovinz Teutonia, ab 1230 zur Rheinischen Provinz Provincia Rheni, nach weiteren Teilungen der Provinzen in dem stark expandierenden Orden dann ab 1239 zur Oberdeutschen (Straßburger) Franziskanerprovinz Argentina. Seit der Zeit sind die Franziskaner ununterbrochen in Würzburg, und damit länger als an jedem anderen Ort in Deutschland. Neben dem Kloster wurde 1280 der Bau einer Kirche vollendet. Im 14. Jahrhundert waren sie unter anderem als Seelsorger für die Nonnen des Klosters St. Ulrich tätig.
Fürstbischof Julius Echter von Mespelbrunn ließ die Klosterkirche von 1611 bis 1616 im Stil der Renaissance umbauen. Das Renaissance-Portal des Klosters mit dem Relief der Stigmatisation des Franz von Assisi schuf 1613 der Bildhauer Michael Kern.
Seit der Teilung des Ordens in die Observanten und Konventualen 1517 gehört der Würzburger Konvent zum Zweig der Konventualen, heute allgemein als „Minoriten“ bezeichnet. Im Zuge der Säkularisation wurde das Kloster zwar (wie auch die Klöster der drei anderen männlichen Bettelorden in Würzburg, die „keine ausreichende Rente abwerfen“ konnten) 1803 nicht sofort aufgehoben, jedoch wurde die Novizenaufnahme verboten. 1839 wurde die Novizenaufnahme wieder erlaubt, 1840 erhielt das Kloster die Erlaubnis zur Fortexistenz und 1841 wurde es zunächst durch Ordenspriester aus Italien und Südtirol, dann aber auch wieder mit einheimischen Kräften wiederbelebt. Mitte des 19. Jahrhunderts gab es bei den Würzburger Minoriten eine Gruppe des franziskanischen Dritten Ordens. Ab dem 13. und bis zum 16. November 1848 war das Refektorium der Franziskaner Sitzungsort der ersten Deutschen Bischofskonferenz. 1857 wurde das Kloster Sitz des Provinzialats, der Leitung der deutschen Minoriten-Provinz. Am Ende des Zweiten Weltkriegs, am 3. März 1945, wurden das Kloster und die Klosterkirche durch eine Fliegerbombe zerstört. Sie wurden zwar nach moderneren Gesichtspunkten, aber in franziskanischer Bescheidenheit, wieder aufgebaut. Nach einem erneuten Brand im Jahre 1986 wurde die Klosterkirche im Stil des 13. Jahrhunderts wieder errichtet.
Der dritte Zweig der franziskanischen Familie in Würzburg (Ordo Franciscanus Saecularis, OFS) trifft sich regelmäßig in den Räumen des Klosters.

## Kunstwerke
An der Südwand der Klosterkirche befindet sich eine Pietà aus der Werkstatt Tilman Riemenschneiders, die um 1510 entstand.
Jahrhundertelang diente die Kirche den vornehmen Würzburgern als letzte Ruhestätte und enthält daher viele bedeutende Grabdenkmäler. Einige sind aus der Werkstatt von Tilman Riemenschneider oder, wie das Gesicht des Michael Truchsess von Wetzhausen, vom Meister selbst. Das Grabmal für Hans von Grumbach-Estenfeld wird Riemenschneiders Sohn Jörg zugeschrieben.

Grabdenkmale
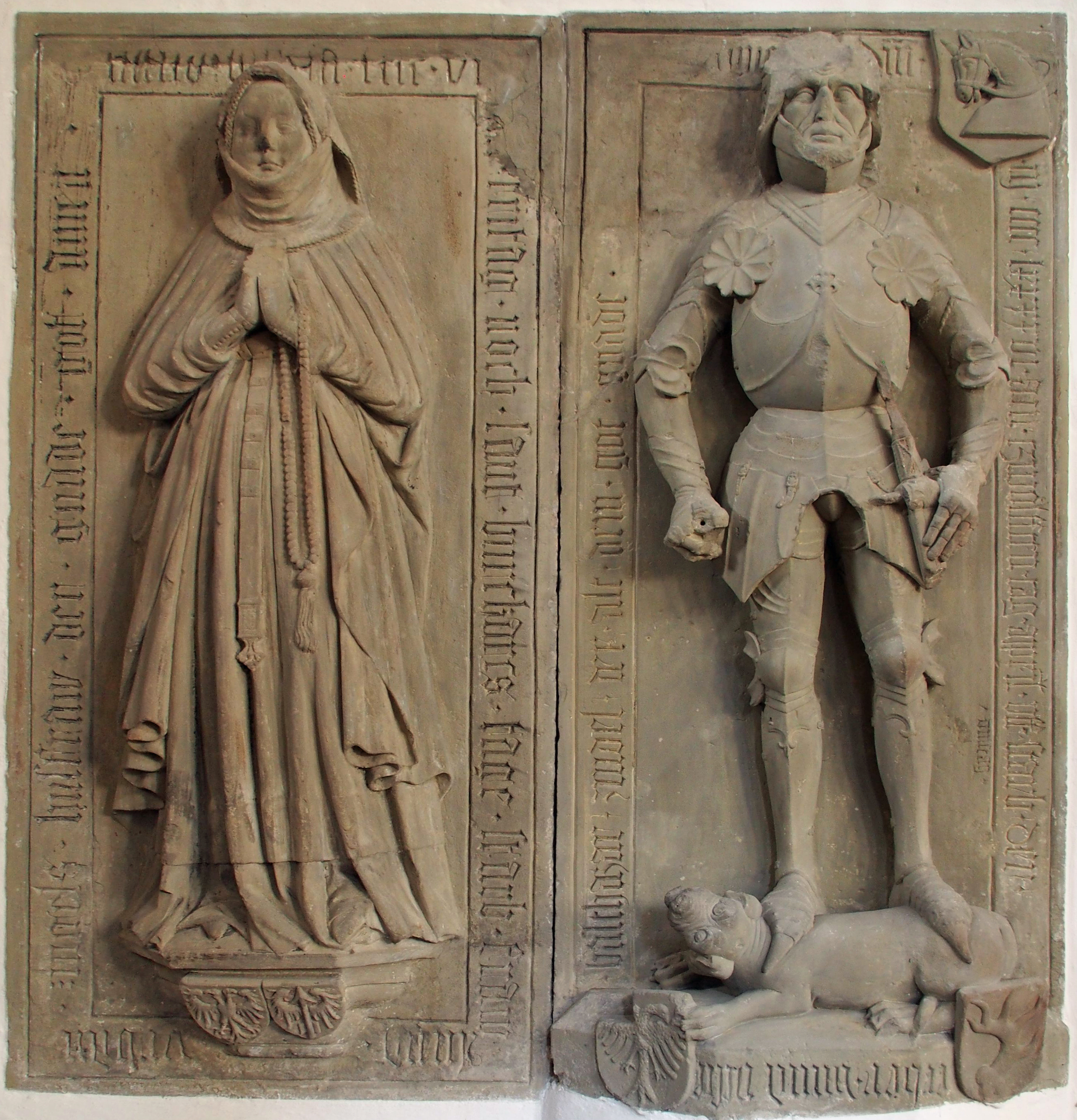
Anna Zingel († 1407) und Ritter Balthasar v. Zindel († 1496).
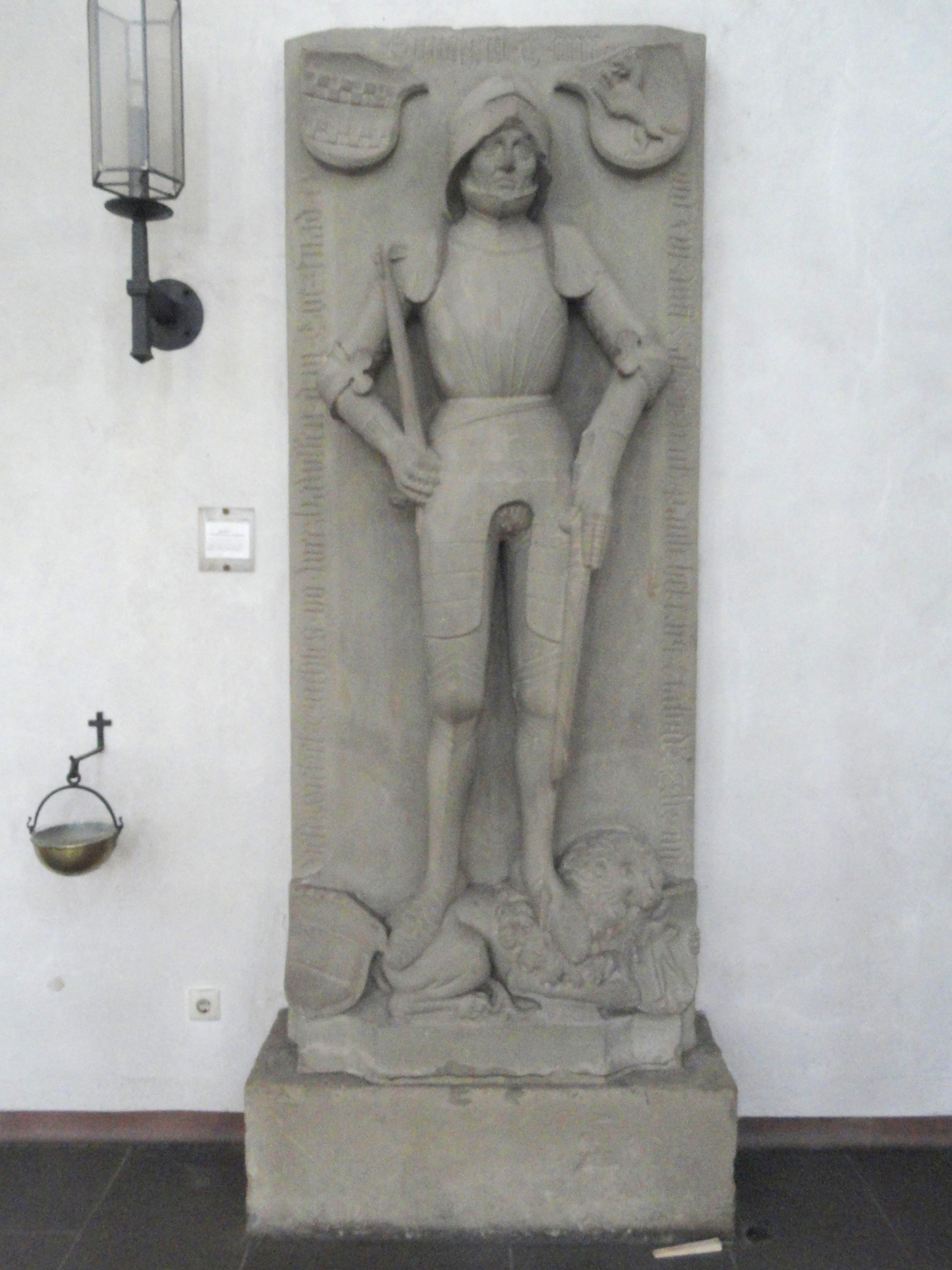
Michael Truchsess v. Wetzhausen († 1513).
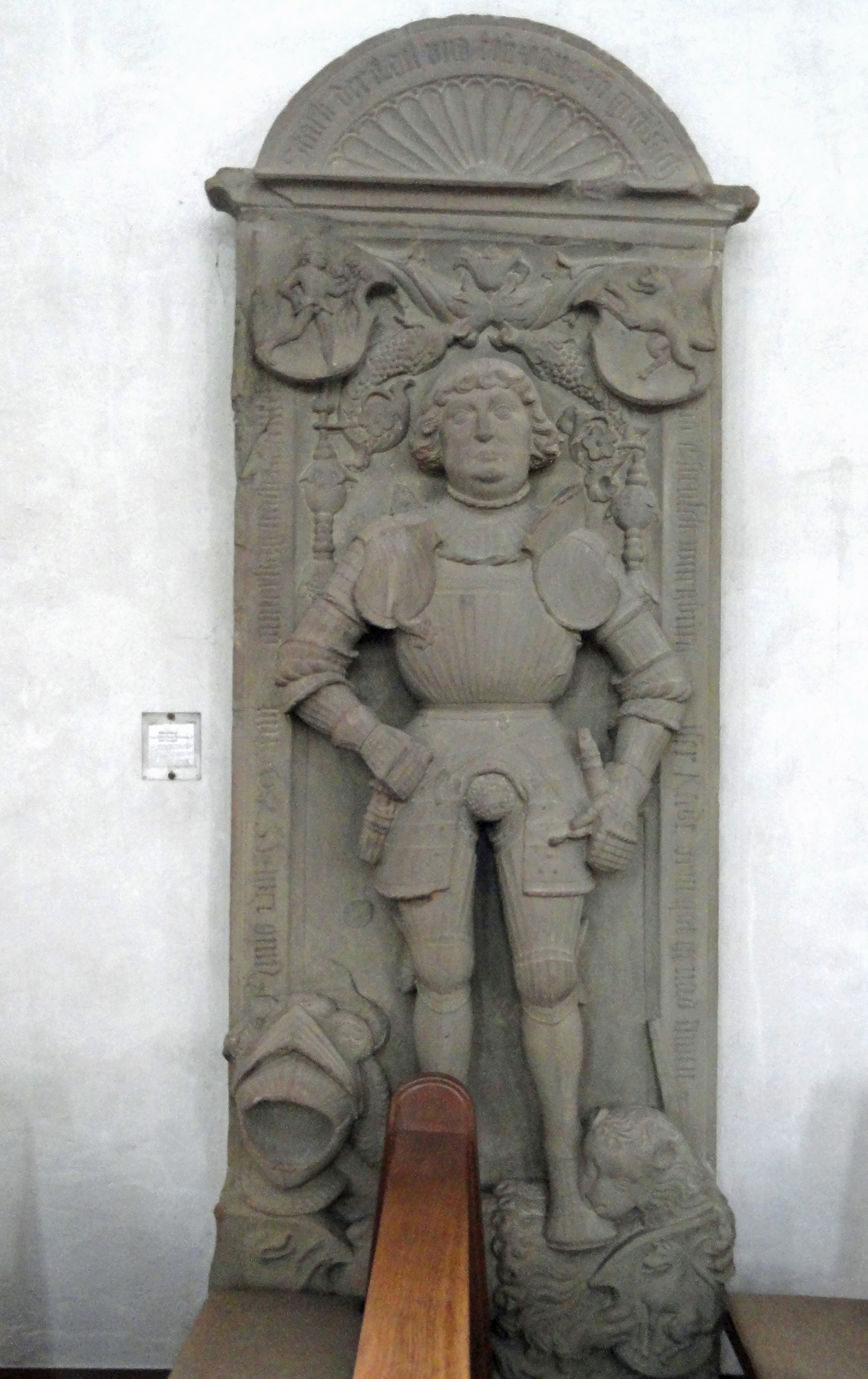
Hans von Grumbach-Estenfeld († 1513).
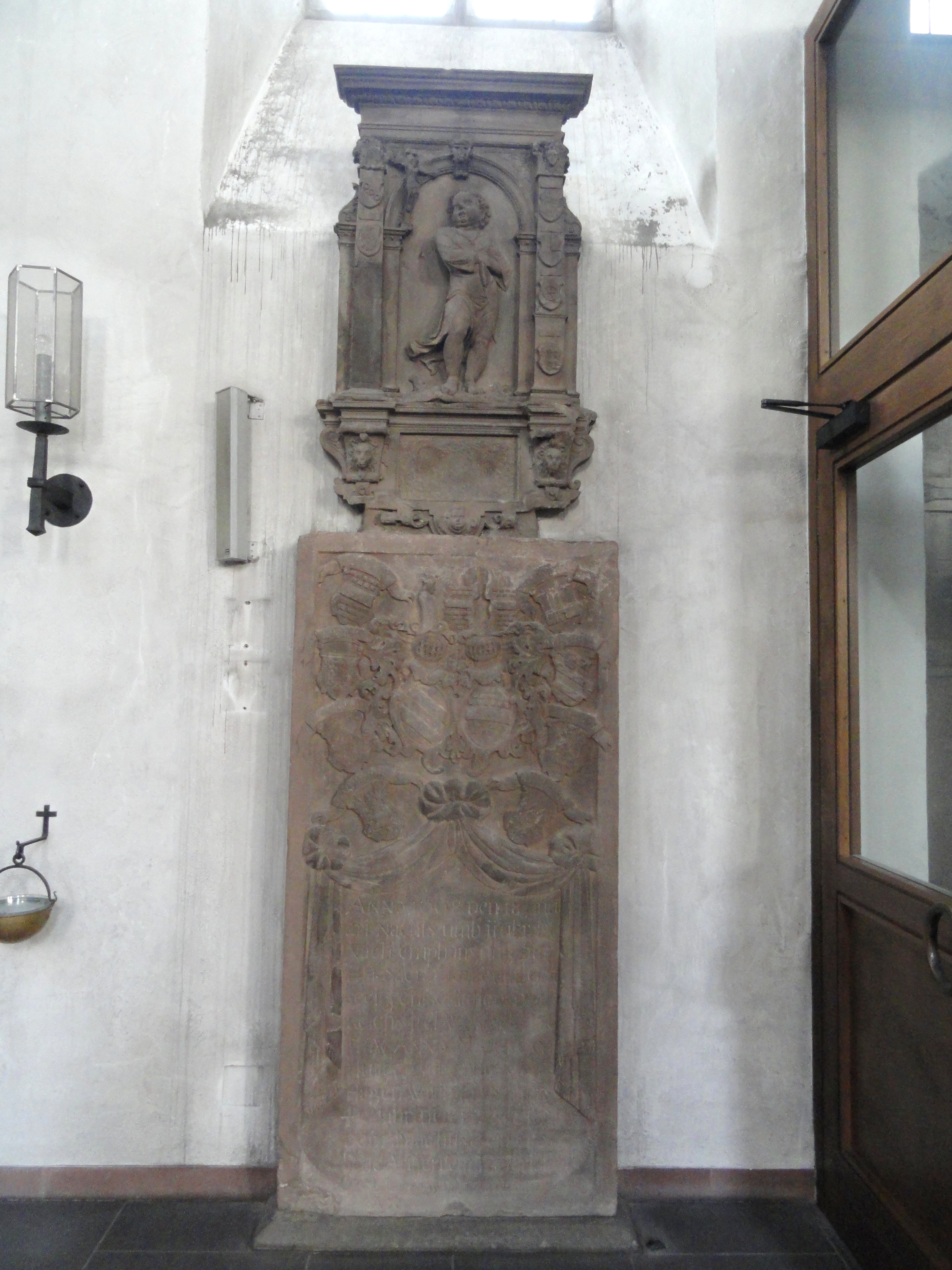
Anna Maria von Hutten († 1698) und oben Epitaph für Daniel Echter von Mespelbrunn († 1582).